# 歌合戦 〜桃太郎電鉄20周年記念アルバム〜
『歌合戦 ～桃太郎電鉄20周年記念アルバム～』は、2008年3月26日に発売されたミニ・アルバムCD。桃太郎電鉄シリーズのアルバムCDの一つである。

## 概要
ハドソンのゲームシリーズ『桃太郎電鉄シリーズ』の20周年を記念し、制作された。桃太郎電鉄ファンを公言しているタレント達が歌唱を担当している。作曲はゲーム中の楽曲を手掛ける関口和之と池毅。カバーイラストはシリーズのキャラクターデザインを担当する土居孝幸が手掛けている。

## 収録曲
(出典：)
1. それいけ!桃鉄 ～紅白バージョン～
唄：陣内智則
作詞：さくまあきら
作曲・編曲：池毅
『X』～『2017』に使用されているタイトル曲「それいけ!桃鉄」のアレンジバージョン。
2. 怪傑ペペペマンの歌[注 1]
唄：安田大サーカス
作詞・作曲：関口和之
編曲：中西亮輔
ペペペマンのテーマ曲「快傑ペペペマン」[注 1]のアレンジバージョン。本曲の歌詞を変更し、アレンジした楽曲「ペペペマン・ファミリー」が「101曲桃鉄大行進〜桃太郎電鉄オリジナル・サウンドトラック〜」に収録されている。
3. ボンビー・モンキーだモーン!
唄：若槻千夏
作詞：小室みつ子
作曲・編曲：池毅
ボンビー・モンキーテーマ曲「ボンビーモンキーベイビー」のアレンジバージョン。
4. キングボンビー賛歌
唄：ケンドーコバヤシ
作詞：さくまあきら
作曲：関口和之
編曲：山路敦司
キングボンビーテーマ曲「悪夢のキングボンビー」のアレンジバージョン。
5. 菜の花鉄道
唄：テツandトモ
作詞：小室みつ子
作曲：関口和之
編曲：山路敦司
『12』『G』のイベント潮風のんびり銚子電鉄レーステーマ曲「菜の花鉄道にのって」のアレンジバージョン。

## スタッフ
（出典:）
Performer
- 1.それいけ!桃鉄 ～紅白バージョン～
  - Vocal：陣内智則
  - Chorus：広谷順子・佐々木久美・山田洋子
  - Keyboards & Programming：池毅
- 2.怪傑ペペペマンの歌
  - Vocal, Chorus, Percussion & Whistle：安田大サーカス
  - Keyboards & Programming：中西亮輔
  - Additional Chorus：村上葉子
- 3.ボンビー・モンキーだモーン!
  - Vocal & Chorus：若槻千夏
  - Keyboards & Programming：池毅
- 4.キングボンビー賛歌
  - Vocal & Chorus：ケンドーコバヤシ
  - Keyboards & Programming：山路敦司
  - Additional Chorus：中西亮輔
- 5.菜の花鉄道
  - Vocal & Chorus：テツandトモ
  - Keyboards & Programming：山路敦司

Staff List
- Produced by さくまあきら・田村充義 (tmf)
- Assistant Produced by 岩﨑誠
- Directed by 村上葉子 (tmf)
- Recorded & Mixed by 松岡健 (Victor Studio)
- Assisted by 大久保孝洋 (Victor Studio)
- Recorded & Mixed at Victor Studio
- Studio Coordinated by 島田直子 (Victor Studio)
- Mastered by 山崎和重 (FLAIR)
- Illustrator：土居孝幸
- Design：小林博明 (K Plus artworks)
- Artwork co-ordination：中根るり子 (YOSHIMOTO R and C CO.,LTD.)
- A & R：三井啓介 (HUDSON SOFT CO.,LTD.)・土岐秀一郎 (YOSHIMOTO R and C CO.,LTD.)
- Promoter：内田拓郎 (HUDSON SOFT CO.,LTD.)・内美家純 (YOSHIMOTO R and C CO.,LTD.)
- Sales Planner：清水栄一 (YOSHIMOTO R and C CO.,LTD.)
- Executive Producer：内田久喜 (YOSHIMOTO R and C CO.,LTD.)
- Special Thanks：中井保 (MBS)・佐久間真理子・石川キンテツ・株式会社J.M.P・松竹芸能株式会社・株式会社プラチナムプロダクション・株式会社ハドソン・株式会社読売広告社・株式会社よしもとクリエイティブ・エージンシー・株式会社よしもとアール・アンド・シー